# Wet afbreking zwangerschap
De Wet afbreking zwangerschap (kortweg: Wafz) is een wet die de regels vastlegt waaronder het teweegbrengen van een abortus (abortus provocatus) in Nederland niet strafbaar is. De Wafz beschrijft wie een abortus mag uitvoeren, wanneer en waar deze uitgevoerd mag worden en aan welke voorwaarden voldaan moet worden. De Wafz werd aangenomen op 1 mei 1981 en trad op 1 november 1984 in werking. Daarmee werden wijzigingen in het Wetboek van Strafrecht doorgevoerd en in enige andere wetten.
In 2018 werd een initiatiefwetsvoorstel ingediend door Ellemeet (GroenLinks) en Ploumen (PvdA) met een wijzigingsvoorstel voor de Wet afbreking zwangerschap die het mogelijk moest maken om de abortuspil te laten verstrekken door de huisarts en in 2021 werd een wetsontwerp ingediend door Tweede Kamerlid Pia Dijkstra (D66) die het loslaten van de verplichte beslissingstermijn van vijf dagen uit de wet moest bewerkstelligen. Beide wetsontwerpen werden in 2022 aangenomen, waardoor de tekst in de Wet afbreking zwangerschap werd aangepast.
Aan deze wet liggen twee waarden ten grondslag: enerzijds de (rechts)bescherming van ongeboren menselijk leven, anderzijds het recht van een vrouw op hulp bij ongewenste zwangerschap.
De beslissing om tot een abortus over te gaan ligt bij de vrouw. De vader van de foetus heeft expliciet geen recht op medezeggenschap. De Wet op de geneeskundige behandelingsovereenkomst (WGBO) bepaalt verder dat minderjarigen boven de zestien volledig handelingsbekwaam zijn ten aanzien van het aangaan van een geneeskundige behandeling, zoals abortus. Meiden jonger dan zestien moeten hierover met hun ouders overleggen.
Abortus mag tot de vrucht buiten het lichaam van de moeder zou kunnen overleven. Die grens ligt voor het strafrecht bij 24 weken. Artsen houden in de praktijk 22 weken aan als grens, omdat zij tot op twee weken nauwkeurig de duur van de zwangerschap kunnen bepalen. Nederland is hiermee wereldwijd een van de zeven landen waarin abortus na 20 weken zwangerschap toegestaan is ongeacht de reden. Er moet aan nog een aantal regels worden voldaan zoals dat de abortus moet worden uitgevoerd door een medicus in een abortuskliniek of ziekenhuis dat een "abortusvergunning" heeft gekregen. Een arts die een abortus uitvoert die niet voldoet aan de in de Wafz gestelde regels, is strafbaar volgens artikel 296 in het Wetboek van Strafrecht. 

## Overtijdbehandeling
De Wafz is blijkens art. 1 lid 2 niet van toepassing op een middel ter voorkoming van de innesteling van een bevruchte eicel in de baarmoeder. Hier wordt gedoeld op de overtijdbehandeling. De reden hiervoor is dat destijds - ten tijde van de totstandkoming van de Wafz - niet met zekerheid kon worden vastgesteld of sprake was van een zwangerschap. Wanneer niet met zekerheid is vast te stellen of iemand zwanger is, kan ook niet (met zekerheid) worden gesteld dat een behandeling gericht is op het afbreken van een zwangerschap. De commissie die de Wafz evalueerde, adviseerde ook de overtijdbehandeling onder het bereik van de Wafz te brengen. In het regeerakkoord van CDA/PvdA/Christenunie stond het voornemen om dit uit te voeren.

## Vergunning
Een behandeling gericht op het afbreken van zwangerschap, mag slechts worden verricht door een arts in een ziekenhuis of kliniek, waaraan door de minister van VWS een vergunning is verleend (art. 2 Wafz). Het bestuur van de kliniek of het ziekenhuis dient deze aan te vragen bij de minister welke binnen zeven maanden op het verzoek zal beslissen (art. 4 lid 1 en 2 Wafz). Wanneer het ziekenhuis of de kliniek aannemelijk heeft gemaakt dat aan de artikelen 5 lid 1 (zorgvuldige besluitvorming) of 6 (nadere eisen vergunningverlening) Wafz bedoelde eisen zal worden voldaan, wordt de vergunning verleend (art. 4 lid 3 Wafz). Een kliniek of ziekenhuis moet aan de eisen van art. 5 lid 1 en art. 6 Wafz voldoen. Terecht merkt daarom de evaluatiecommissie op dat in art. 4 lid 3 Wafz in plaats van ‘of’ het woordje ‘en’ moet staan. Er bestaat een vergunning voor de afbreking van zwangerschappen tot en met 13 weken (eerste-trimesterabortussen) daarnaast is er een vergunning voor zwangerschappen die langer dan 13 weken hebben geduurd (tweede-trimesterabortussen). Voor de verkrijging van een vergunning voor tweede-trimesterabortussen moet een kliniek of ziekenhuis aan nadere eisen voldoen. Deze voorwaarden staan in het Besluit afbreking zwangerschap of Bafz in de artt. 21 tot 24. Deze nadere eisen zijn medisch van aard. Ze beogen een extra waarborg te bieden voor de gezondheid van de vrouw, omdat bij tweede-trimesterabortussen de kans op complicaties groter is. Zo is bijvoorbeeld bepaald dat er altijd twee artsen aanwezig moeten zijn (art. 22 Bafz) en moet een samenhangende nabehandeling voor de vrouw die een abortus heeft laten uitvoeren mogelijk zijn (art. 23 Bafz).

## Noodsituatie
Een zwangerschap mag gerechtvaardigd worden afgebroken wanneer de noodsituatie waarin de vrouw verkeert, haar onontkoombaar maakt. Het begrip: noodsituatie, is echter niet of nauwelijks duidelijk omlijnd. In de parlementaire stukken is wel een soort van algemene omschrijving van het begrip te vinden. Het zou gaan om de toestand van geestelijke nood waarin de vrouw is komen te verkeren door haar ongewenste zwangerschap zonder dat er sprake is of behoeft te zijn van dreigend fysiek of psychisch letsel. In de Wafz zelf is geen omschrijving van het begrip noodtoestand te vinden. De wetgever heeft destijds bewust het begrip niet nader kunnen en willen afbakenen. Dit omdat de situaties van nood te zeer uiteenlopen en derhalve niet in algemene termen te omschrijven wanneer van een noodtoestand sprake is. Volgens de commissie die de Wafz aan een evaluatie heeft onderworpen, kan men het in de praktijk hanteren van het ongedefinieerde begrip noodsituatie, als volgt samenvatten:
“De situatie waarin de vrouw verkeert en die geleid heeft tot het verzoek tot afbreken van de zwangerschap, behoort tot de elementen die de besluitvorming ten aanzien van abortus beheersen. In de besluitvormingsprocedure dient voorlichting te worden gegeven over alternatieve oplossingen voor de (nood-)situatie waarin de vrouw zich bevindt. Als deze volgens de vrouw niet tot een oplossing van haar noodsituatie kunnen leiden, dient de arts een besluit te nemen over het al dan niet verrichten van de abortus. De arts kan zijn medewerking verlenen indien naar zijn inzicht, alle relevante omstandigheden in aanmerking genomen, de noodsituatie van de vrouw de abortus onontkoombaar maakt. Bij het nemen van deze beslissing moet het oordeel van de vrouw doorwegen, zonder dat de arts zich met een beroep op het enkele feit dat de vrouw de zwangerschapsafbreking wenst aan zijn eigen verantwoordelijkheid kan onttrekken. Het gaat om twee eigenstandige beslissingen: de vrouw beslist of zij de abortus wil, de arts beslist of hij dit voor zich zelf kan verantwoorden, zowel medisch als ethisch.”
In het slot komt duidelijk naar voren dat de vrouw niet is overgeleverd aan de arts, maar omgekeerd kan de vrouw de arts ook niet dwingen de abortus uit te voeren. Beide personen zullen voor zichzelf een keuze moeten maken, waarmee de wetgever uitdrukking aan de eigen verantwoordelijk heeft willen geven. Dit wordt nog eens extra onderstreept in art. 20 Wafz waarin staat dat niemand verplicht is een vrouw een behandeling gericht op het afbreken van zwangerschap te geven. In het tweede lid van hetzelfde artikel staat dat de arts met gemoedsbezwaren tegen het verrichten of doen verrichten van de behandeling, de vrouw hiervan onverwijld in kennis moet stellen.

## Termijnen
Voorheen mocht een zwangerschap niet eerder afgebroken worden dan op de zesde dag nadat de vrouw de arts had bezocht en daarbij haar voornemen met hem had besproken. Deze beraadtermijn, art. 3 lid 1 Wafz, was opgenomen om een overhaaste beslissing/uitvoering tot zwangerschapsafbreking te voorkomen. De termijn begon, blijkens art. 3 lid 2 Wafz, te lopen op het moment dat de vrouw een arts had bezocht en met deze arts haar voornemen had besproken. Dit kon dus ook de huisarts zijn, de termijn ging niet pas lopen wanneer de vrouw zich tot een medisch-professional in een ziekenhuis of kliniek had gewend. Als een vrouw zich tot een huisarts wendde, dan diende deze de vrouw naar een ziekenhuis of kliniek te verwijzen, onder mededeling van zijn bevindingen (art. 3 lid 1 Wafz). We zagen reeds dat een arts niet gedwongen kon worden zijn medewerking te verlenen. Gelet op art. 3 lid 3 Wafz diende de arts daarom de vrouw zo spoedig mogelijk mede te delen of hij aan het verzoek zou meewerken. Wanneer dit een arts was die niet in het ziekenhuis of kliniek werkzaam was, dan diende deze zijn besluit uiterlijk 5 dagen na het bezoek van de vrouw mede te delen. Ging het om een in het ziekenhuis of in een kliniek werkzame arts, dan was deze termijn drie dagen. Wanneer de arts, die niet in ziekenhuis of kliniek werkte, weigerde de vrouw te verwijzen, dan moest hij haar onverwijld een gedateerde schriftelijke kennisgeving ter hand stellen (art. 3 lid 5 Wafz). Deze kennisgeving diende in ieder geval het tijdstip waarop de vrouw zich tot de arts had gewend te vermelden. In een dergelijk geval werd de beraadtermijn met een dag verkort (art 3 lid 4 Wafz). Op niet naleving van de hierboven besproken termijnen stond geldboetes van de vijfde categorie (art. 16 Wafz). Zo werd de arts die niet binnen drie dagen de vrouw inlichtte over zijn voornemen om wel of niet te verwijzen met een geldboete bedreigd. Maar ook de arts die binnen de beraadtermijn de behandeling uitvoerde. Er werd echter in art. 16 lid 2 Wafz een uitzondering gemaakt voor het geval waarin de zwangerschapsafbreking noodzakelijk is om een dreigend gevaar voor het leven of de gezondheid van de vrouw te voorkomen.
Zoals gezegd diende de vijf dagen beraadtermijn om een overhaaste beslissing/uitvoering van de zwangerschapsafbreking te voorkomen. Zo diende in de beraadtermijn verantwoorde voorlichting over andere oplossingen dan zwangerschapsafbreking te worden gegeven (art 5 lid 2 sub a Wafz). Daarnaast diende de arts zich ervan te vergewissen dat de vrouw in vrijwilligheid, dus niet onder pressie, en met besef van haar verantwoordelijkheid voor ongeboren leven en de gevolgen voor haar zelf en de haren, tot haar beslissing was gekomen (art 5 lid 2 sub b Wafz). Het zal zeker geen sinecure zijn om in een gesprek te meten wat het verantwoordelijkheidsbesef van de vrouw is. Tijdens het gesprek diende de arts zich hiervan een beeld te scheppen. De wetgever ging er echter van uit dat de vrouw zich over het algemeen genomen zeer wel bewust zou zijn van haar verantwoordelijkheden voor het nieuwe leven. Ten slotte dient voor de vrouw, die de behandeling heeft ondergaan en eventueel ook de haren, genoegzame nazorg beschikbaar te zijn (art 5 lid 2 sub d Wafz). Deze nazorg kan bestaan in het geven van voorlichting over voorkoming van ongewenste zwangerschap.

## Besluit afbreking zwangerschap
Om aan al deze eisen te kunnen voldoen worden nadere regels gesteld in het Besluit afbreking zwangerschap, afgekort Bafz (art 5 lid 1 Wafz). Zo wordt in art. 3 Bafz bepaald dat een ziekenhuis of kliniek ervoor zorg zal dragen dat een arts een of meer gesprekken met de vrouw zal voeren. Daartoe zal door het ziekenhuis of de kliniek voldoende tijd en ruimte beschikbaar moeten worden gesteld. In de art. 6, 7 en 8 Bafz worden nadere regels gesteld met betrekking tot verslaglegging, controle en nazorg.

## Strafrecht versus abortuswet
Abortus provocatus uitgevoerd door een arts is strafbaar gesteld in het Wetboek van Strafrecht (artikel 296). Het eerste lid luidt:
Hij die een vrouw een behandeling geeft, terwijl hij weet of redelijkerwijs moet vermoeden dat daardoor de zwangerschap kan worden afgebroken, wordt gestraft met gevangenisstraf van ten hoogste vier jaar en zes maanden of geldboete van de vierde categorie.
In de leden 2 tot 4 staan strafverzwarende omstandigheden ingeval het feit de dood van de vrouw tot gevolg heeft, de vrouw geen toestemming heeft verleend of het geval dat toestemming ontbreekt en eveneens het feit de dood van de vrouw tot gevolg heeft. In het vijfde lid staat een bijzondere strafuitsluitingsgrond voor de arts indien de abortus begaan is in het kader van de Wafz.
Voor de abortuspraktijk is verder artikel 82a Sr van belang. Dit artikel luidt:
Onder een ander, of een kind bij of kort na de geboorte, van het leven beroven wordt begrepen: het doden van een vrucht die naar redelijkerwijs verwacht mag worden in staat is buiten het moederlichaam in leven te blijven.
Dit artikel bepaalt dat het doden van een vrucht, die naar redelijkerwijs verwacht mag worden in staat is buiten het moederlichaam in leven te blijven, gelijk staat aan het van het leven beroven (van het ongeboren kind). Deze grens ligt volgens de huidige stand van de medische wetenschap op 24 weken. Vanaf die leeftijd levert abortus dus een misdrijf tegen het leven op.